# Fannia imperatoria
Fannia imperatoria är en tvåvingeart som beskrevs av Nishida 2002. Fannia imperatoria ingår i släktet Fannia och familjen takdansflugor. Inga underarter finns listade i Catalogue of Life.